# Centropogon roseus
Centropogon roseus är en klockväxtart som beskrevs av Henry Hurd Rusby. Centropogon roseus ingår i släktet Centropogon och familjen klockväxter. Inga underarter finns listade i Catalogue of Life.